# Lithocarpus javensis
Lithocarpus javensis är en bokväxtart som beskrevs av Carl Ludwig von Blume. Lithocarpus javensis ingår i släktet Lithocarpus och familjen bokväxter. Inga underarter finns listade.